# Sequoia National Park
Sequoia  National Park er en nationalpark i delstaten Californien i USA. Parken blev etableret 25. september 1890, og er på 1.635 km². Parken ligger i Sierra Nevada, og de vigtigste naturattraktioner i er mammuttræerne som er nogle af de højeste træer på jorden, deriblandt træet General Sherman, verdens største kendte træ i volumen. 
Den blev etableret som den anden nationalpark i USA efter Yellowstone National Park som blev grundlagt i 1872. Parken grænser i nord til Kings Canyon National Park, og de to forvaltes under et.
Landskabet i parken spænder i højde fra ca. 400 moh. til Mount Whitney, 4.421 moh. – som er det højeste bjerg i de 48 sammenhængende stater i USA. Dette spænd giver variation fra frodige græssletter og bjergskråninger til alpint klima, med et alsidigt dyreliv, med puma som den mest sjældne art.
Der findes over 240 kendte grotter i området, men sandsynligvis findes mange flere. Californiens længste grotte, Lilburn Cave er mere end 30 km lang. Den eneste af grotterne som er åben for besøgende er Crystal Cave.